# Le Témoin (roman)
Pour les articles homonymes, voir Le Témoin.
Le Témoin est un roman de mœurs de Monique Corriveau publié en 1969. 
Il s'agit d'une rare incursion de cette auteur dans la littérature proprement destinée aux adultes.

## Résumé
Le narrateur, jeune homme de 15 ans, revient en vacances au village de sa grand-tante, Emma. Celle-ci, veuve de Siméon, est nostalgique d’un amoureux qu’elle avait jadis éconduit, Hector. Par ailleurs, le narrateur fréquente un vieil homme bourru vivant isolé, Beauchamp, qui lui raconte son long exil, provoqué par une jeune fille qui l’avait repoussé par convenances. Le narrateur est donc témoin de ces amours passées, ce qui provoque chez lui une transformation.

## Édition
- Le Témoin, Ottawa, Le Cercle du livre de France, coll. « Nouvelle France », 1969, 148 p.